# 容認発音
容認発音（ようにんはつおん、英語: Received Pronunciation, RP）とは、イギリス英語の伝統的な事実上の標準発音である。
世間にはイングランド南部の教養のある階層の発音、公共放送・BBCのアナウンサーの発音（BBC English）、王族の発音としても知られ、外国人が学習するのはこの発音である。キングズ・イングリッシュ（King's English）、クイーンズ・イングリッシュ（Queen's English　その治世の国王が女性の場合）と呼ばれることもある。

## 概説
「容認発音（Received Pronunciation）」は、ダニエル・ジョーンズによる用語である。ジョーンズは当初はパブリックスクールで教育を受けたイングランド南部出身者の階級方言を指すものとして Public School Pronunciation（PSP）を提唱したが、のちにこれを修正してロンドンで大学教育を受けた上流階級の発音を指すものとして Received Pronunciation と定義し直した。
今なおRPが「イギリス英語の標準発音」と国際的に認識されていて、他の英語圏の人にも理解されやすいことから、自国外ではなるべくRPに近い英語を使おうとするイギリス人も少なくない。またRP自体の変化も進行しており、現在のBBC放送の標準発音は1950年代のそれとは違っている。
しかし1960年代以降、イギリス各地で使用されている地域独自の発音の地位が上がり、BBCでもRP以外の発音が普通になるにしたがい、伝統的にRPを使用していた階級も若者の間ではその使用が失われる傾向にある。現在、RPの話者はイギリス人口の約2%程度であるとも言われる。
イングランド南東部についていうならば、1980年前後からイギリス・ロンドンとその周辺で使われるようになった河口域英語がRPに代わるイギリス英語の標準語となるかもしれない、なっているとする声もある。
例えば、映画『メリー・ポピンズ』のガヴァネスを演じたジュリー・アンドリュースの発音は歯切れがよく、訛りのない容認発音とされる。アンドリュース主演の『サウンド・オブ・ミュージック』でもまったく同じ話し方をしているが、BBC英語に属する類いの、いわゆる「標準英語」である。訛りのある階級に育った者でも、教師、医師、弁護士など、相手の信頼を必要とする職業につく者は、訓練でこういう話し方および発声を身につける必要があった（気取っている印象を与えるのでかえって不利だとされ、地方訛りを身につける例もある）。

## 音価
音価については、以下のとおりである。先に子音、後に母音について示す。発音記号に関しては現代RPに基づいたUpton's reform symbolを使用している。

### 子音
|        | 唇音 | 唇歯音 | 両唇軟口蓋音 | 歯音 | 歯茎音 | 後部歯茎音 | 硬口蓋音 | 軟口蓋音 | 声門音 |
| ------ | ---- | ------ | ------------ | ---- | ------ | ---------- | -------- | -------- | ------ |
| 破裂音 | p b  |        |              |      | t d    |            |          | k ɡ      |        |
| 破擦音 |      |        |              |      |        | tʃ dʒ      |          |          |        |
| 鼻音   | m    |        |              |      | n      |            |          | ŋ        |        |
| 摩擦音 |      | f v    |              | θ ð  | s z    | ʃ ʒ        |          |          | h      |
| 接近音 |      |        | w            |      |        | r          | j        |          |        |
| 側面音 |      |        |              |      | l      |            |          |          |        |

鼻音と流音（/m/, /n/, /ŋ/, /r/, /l/）は強勢のない音節では音節化することがある。現代RPの子音/r/は一般に有声歯茎接近音であり、国際音声記号では通常[ɹ]で表される。
無気破裂音（/p/, /t/, /k/, /tʃ/）は、強勢のある音節の先頭で有気音となる。ただし、「spot」のように、同じ音節内に/s/が先行する場合は有気音にはならない。音節末尾の/p/, /t/, /k/, /tʃ/は、声門閉鎖音が先行するか、/t/の場合は特に音節鼻音の前では、声門閉鎖音に完全に置き換えられることがある。声門閉鎖音はきしみ声として実現されることがある。
他の英語の変種と同様に有声破裂音/b/, /d/, /g/, /dʒ/は、音節境界または無声子音に隣接して部分的または完全に無声化される。有声音と無声音の区別は、他の多くの違いによって明確に区別できる。その結果、無声音と有声音の代わりにfortisとlenisという用語を用いることを好む学者もいる。
有声歯摩擦音/ð/は弱い歯破裂音であることが多い。nðの連続は[n̪n̪]として実現されることが多い。lは軟口蓋化した異音[ɫ]を持つ。/h/は有声音の間で[ɦ]になる。

### 母音
| 短母音   | 前舌母音 | 中舌母音 | 後舌母音 |
| -------- | -------- | -------- | -------- |
| 狭母音   | ɪ        | ʊ        |          |
| 中央母音 |          | ə        |          |
| 半広母音 | ɛ        |          | ʌ        |
| 広母音   | a        |          | ɒ        |

| 長母音   | 前舌母音 | 中舌母音 | 後舌母音 |
| -------- | -------- | -------- | -------- |
| 狭母音   | iː       |          | uː       |
| 半広母音 | ɛː       | əː       | ɔː       |
| 広母音   |          |          | ɑː       |

#### 「長母音」と「短母音」
RPの/iː/と/uː/はそれぞれ僅かに二重母音化しており、実際には[ɪi]、[ʊu]と発音される。 
母音は音韻的には長くも短くもあり得るが、その長さは文脈によって影響を受ける。特に、音節内に無声子音が続く場合は母音が短縮されるため、bat[baʔt]の母音はbad[bad]の母音よりも短い。従って、ある場所では音韻的に短い母音が、別の場所では音韻的に長い母音よりも音声的に長くなる可能性がある。

### 二重母音と三重母音
| 二重母音 | 例    | 例    |
| -------- | ----- | ----- |
| /ɛɪ/     | /bɛɪ/ | bay   |
| /ʌɪ/     | /bʌɪ/ | buy   |
| /ɔɪ/     | /bɔɪ/ | boy   |
| /əʊ/     | /bəʊ/ | beau  |
| /aʊ/     | /baʊ/ | bough |
| /ɪə/     | /bɪə/ | beer  |
| /ʊə/     | /bʊə/ | boor  |

母音/ʊə/は現代RPではほとんどの単語において/ɔː/となっているが、boorのようなあまり一般的でない単語でまだ見られる。伝統的RPで見られた二重母音/ɛə/は、現代RPでは純粋な長母音/ɛː/になっている。また、最近は/ɪə/も[ɪː]と発音されることが多くなっている。
RPには、tireの/aɪə/、lowerの/əʊə/のように三重母音も存在し、これらの発音には様々な方法がある。ゆっくりした注意深い会話では、3つの異なる母音が2つの音節として発音される場合もあれば、単音節の三重母音として発音されることもある。それよりもくだけた会話では、三重母音を短縮して発音されることが多い。
| 二音節化 | 三重母音 | 中間母音の消滅 | 長母音化 | 例    |
| -------- | -------- | -------------- | -------- | ----- |
| [aɪ.ə]   | [aɪə]    | [aːə]          | [aː]     | tire  |
| [ɑʊ.ə]   | [ɑʊə]    | [ɑːə]          | [ɑː]     | tower |
| [əʊ.ə]   | [əʊə]    | [əːə]          | [ɜː]     | lower |
| [eɪ.ə]   | [eɪə]    | [ɛːə]          | [ɛː]     | layer |
| [ɔɪ.ə]   | [ɔɪə]    | [ɔːə]          | [ɔː]     | loyal |

#### フランス語由来の鼻母音
教養のあるイギリス人はフランス語由来の単語をフランス語風に発音しようとする傾向が大きく、一般に現代RPには鼻母音/ɒ̃/、/ã/、/ɜ̃ː/があるとされている。

#### 代替発音記号
全ての辞書、文献が同じ発音記号を採用しているわけではない。Clive UptonはShorter Oxford English Dictionary用に従来の発音記号から5つの記号を変更した修正システムを考案した。これは現在Oxford English Dictionaryを含む多くの辞書で使用されるようになったが、Oxford Learner's Dictionaryなど伝統的な記号を使用する辞書も多く存在する。
| 伝統的な発音記号 | Upton's reform symbol |
| ---------------- | --------------------- |
| /e/              | /ɛ/                   |
| /æ/              | /a/                   |
| /ɜː/             | /əː/                  |
| /eə/             | /ɛː/                  |
| /aɪ/             | /ʌɪ/                  |

## 歴史的変化
他の英語アクセントと同様、RPも時代とともに変化しており、例えば、20世紀前半の映画や録音では、RPの話者がlandの/æ/の発音を[ɛ]に近い母音で発音するのが普通であったことを示している。つまり、landは現代のlendに似た発音であった。録音によるとエリザベス2世女王も治世中に発音を変え、landなどの単語で[ɛ]の母音を使わなくなった。
ここでは、20世紀から21世紀にかけてのRPの変化を挙げる。

### 母音と二重母音
- cloth、gone、off、toven、crossなどの単語は以前は/ɒ/ではなく/ɔː/で発音していたため、tovenとorphanは同音異義語であった。エリザベス2世は古い発音を使い続けたが、現在ではBBCでこれを聞くことはまれである。
- かつてはhorseとhoarseを区別しており、hoarse、force、pourなどの単語には二重母音/ɔə/が使われていが、第二次世界大戦までに大部分が/ɔː/と融合し、20世紀後半までには廃れた。
- tour、moor、sureなどの単語の母音は/ʊə/であったが、現代の多くのRP話者は/ɔː/と発音する。
- boyなどの/ɔɪ/は[oɪ]と発音されるようになった。
- 第二次世界大戦前、cupの母音は[ʌ]に近い後母音で、その後[ɐ]に変わったが、現代PRでは[a]との衝突を避けるために再び[ʌ]が使用されることが多くなってきた。
- happyの最後の強勢のない母音の発音は、古い発音では[ɪ]であったが、より現代的な発音では[iː]に近い。この結果、辞書などでは両方の発音をカバーするために記号/i/を使用するのが一般的である。
- 現代PRでは、強勢のない音節にシュワー/ə/がつく単語が多いが、古い発音ではこれらは/ɪ/であった。例えば、kindness、toilet、fortunateなどである。
- 長母音/ɛː/は、伝統的には/eə/と発音されていたが、現代PR話者のほとんどはこれを長母音で発音する。
- /ɪə/と/ʊə/も[ɪː]と[ʊː~ɵː]に長母音化されつつあるが、これはまだ/ɛː/ほど普及していない。
- lotとforce、thought、northの母音は伝統的に/ɒ/と/ɔː/と表記されてきたが、現代ではそれぞれ[ɔ]と[oː]に近く発音される。
- /æ/は[a]に近く発音されるようになった。

| 単語例  | 古いPR  | 伝統的PR | 現代PR |
| ------- | ------- | -------- | ------ |
| commA   | ə       | ə        | ə      |
| lettER  | ə       | ə        | ə      |
| TRAP    | æ       | æ        | a      |
| BATH    | ɑ̟ː      | ɑ̟ː       | ɑ̟ː     |
| PALM    | ɑ̟ː      | ɑ̟ː       | ɑ̟ː     |
| START   | ɑ̟ː      | ɑ̟ː       | ɑ̟ː     |
| LOT     | ɒ       | ɒ        | ɔ      |
| CLOTH   | ɔː      | o̞ː       | ɔ      |
| THOUGHT | ɔː      | o̞ː       | o̞ː     |
| NORTH   | ɔː      | o̞ː       | o̞ː     |
| FORCE   | (ɔə~)ɔː | o̞ː       | o̞ː     |
| STRUT   | ʌ̈       | ɐ        | ɐ~ʌ̈~ɑ̈  |
| FOOT    | ʊ       | ʊ        | ɵ      |
| GOOSE   | uː      | ʊu̟       | ʊ̈ʉ~ɪ̈ɨ  |
| CURE    | ʊə      | ʊə       | o̞ː     |
| DRESS   | e̞       | e̞        | ɛ      |
| KIT     | ɪ       | ɪ        | ɪ̞      |
| happY   | ɪ       | ɪ        | ɪi     |
| FLEECE  | iː      | ɪi       | ɪi     |
| NEAR    | ɪə      | ɪə       | ɪə~ɪː  |
| NURSE   | əː~ɜː   | əː~ɜː    | əː~ɜː  |
| FACE    | e̞ɪ      | e̞ɪ       | ɛɪ     |
| SQUARE  | ɛə      | ɛə       | ɛː     |
| GOAT    | ö̞ʊ      | əʊ       | əʉ     |
| PRICE   | aɪ      | äɪ       | ɑ̟ɪ     |
| MOUTH   | äʊ      | ɑ̟ʊ       | aʊ     |
| CHOICE  | ɔɪ      | ɔ̝ɪ       | oɪ     |

### 子音
- 19世紀のRPの話者にとって、子音の組み合わせ「wh」は、無声唇軟口蓋摩擦音/ʍ/として発音されるのが一般的であり、21世紀でも、アイルランド、スコットランド、アメリカの一部で多く使われているが、20世紀初頭以来、PRでは使われなくなった。
- rを有声歯茎たたき音[ɾ]として発音することは20世紀前半まで行われていたが、現代ではほとんど使われなくなっている。

### 単語固有の変更
個々の単語、または小さな単語のグループの発音に変化が生じた例は多く確認されている。以下はその例である。
- massという単語は古いRPでは/mɑːs/と発音されることが多かったが、現代では/mas/と発音される。
- 不定冠詞anは伝統的に、発音されるhの直後に強勢のない母音が続く場合に使用されていたが、現代では一般的ではない。

## 他の英語方言との比較
- RPは非ローティックアクセントであるから、/r/は直後に母音が続かない限り現れない。よって、farther-father、caught-court、formally-formerlyなどのペアは同音異義語となる。
- 多くの北米英語のアクセントとは異なり、RPはMary-mary-merry、nearer-mirror、hurry-furryの融合を経験していないため、これらの単語は互いに全て区別される。
- アメリカ英語ではtube、newなどはそれぞれ/tuːb/、/nuː/と発音されるがイギリス英語では/tjuːb/、/njuː/と発音される。
- tとdは普通フラッピングしない。
- 現代RPではwine-whineが融合しているが、ロンドンに拠点を置く王立演劇アカデミーでは、国際的な広がりを重視して、今でもこれら2つの音を別個の音素として教えている。
- イングランドの他の英語とは異なり、headやhorseなどの単語でhが省略されることはない。